# Algoma (Missisipi)
Algoma – miasto w Stanach Zjednoczonych, w stanie Missisipi, w hrabstwie Pontotoc.